# Геты

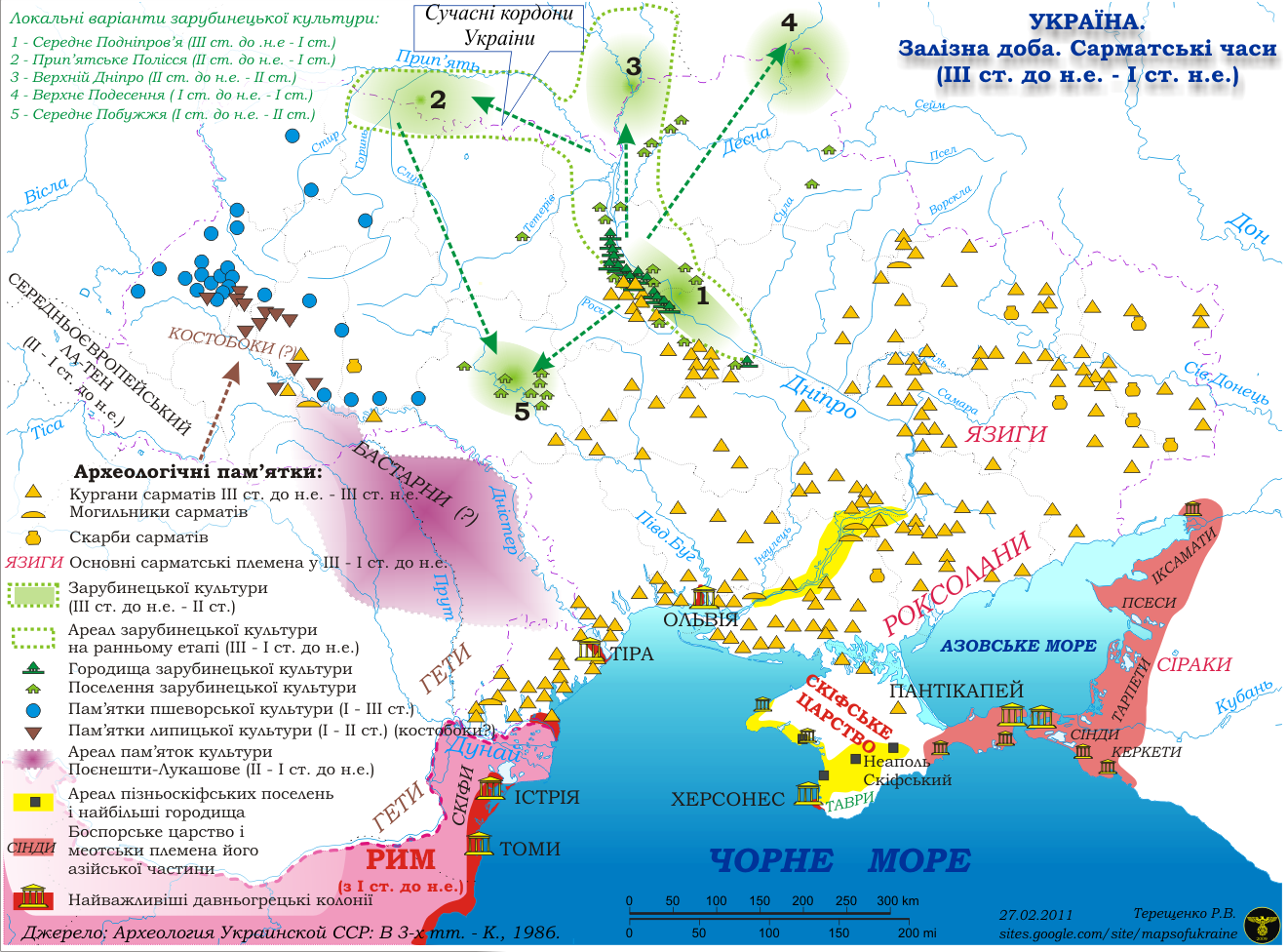
Юго-Восточная Европа III—I вв. до н.э.

Ге́ты (лат. Getae, греч. Γέται) — древний воинственный фракийский народ, родственный дакам, с которыми его смешивали римляне, жил во времена Геродота между Балканами и Днепром.
Поскольку геты жили в землях, слабо известных грекам, но при этом были им хорошо знакомы по имени, это породило массу фантастических сообщений — особенно в эпоху поздней античности. Так, Юлиан Отступник сообщал о победе гетов над готами. К тому же в этот период становится общепринятым переносить топонимы и этнонимы времён расцвета греческой цивилизации на современность. К примеру, в Византии ещё в XII столетии было принято называть скифами всех кочевников Северного Причерноморья, вплоть до печенегов и половцев, без учёта, действительно ли эти племена как-то связаны между собой. Это следует учитывать при оценке поздних сообщений о гетах. Так, Иордан считал готов продолжателями истории гетов. Такой взгляд не имеет под собой иных оснований, кроме простого созвучия, и объясняется стремлением удревнить историю своего народа, поскольку по античным понятиям народ, не обладающий многовековым прошлым, не мог рассчитывать на уважение. В 106 году нашей эры император Траян окончательно покорил гетов, а их территория вошла в состав вновь образованной римской провинции Дакия.

## Религия
Залмоксиса почитали как единственного бога. Геродот назвал гетов теми, «кто верит в своё бессмертие» (getas tous athanatizontas), «потому что согласно их вере они не умрут, а отправятся к Залмоксису». Залмоксис «учил, что ни он, ни его гости, ни их потомки не умрут, а лишь попадут в иное место, где будут жить вечно, пользуясь всеми благами».

## История

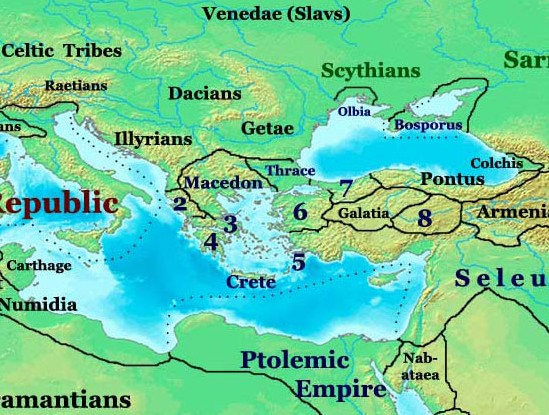
Карта Восточной Европы в 200 году до нашей эры, где показано расположение гетов к Северу от Дуная.

Сведения о гетах в период VI века до нашей эры известны нам благодаря труду Геродота. Персидский царь Дарий I в 514 году до нашей эры направил войско против скифов в так называемую Малую Скифию (ныне Добруджа). Фракийские племена (Thynoi, Skirmiadoi, Tranipsai, Nipsaioi и другие) не оказали особого сопротивления персидскому войску. Как сообщает об этом Геродот:
«Не доходя ещё до Истра, Дарий сперва покорил гетов, которые считают себя бессмертными. Фракийцы же из Сальмидесса и живущие севернее Аполлонии и города Месамбрии, называемые скирмиадами и нипсеями, подчинились Дарию без боя. Однако геты, самые храбрые и честные среди фракийцев, оказали царю вооруженное сопротивление, но тотчас же были покорены».

Включив гетов в своё войско, Дарий затем подошёл к Истру (Дунаю) и переправился через него (Геродот IV, 97). Поход продлился до 512 года до нашей эры, когда персидское войско, измученное и истощенное боями, повернуло назад, покинув недавно завоеванные территории. Как предполагается, Дарий продвинулся не далее Буджака (в любом случае не переходя Днестр). Геты же остались на новой для себя территории, которую и начали осваивать.
Об исторических событиях V века до нашей эры и первой половины следующего столетия письменных источников нет, хотя накоплен уже достаточно богатый археологический материал. Только на территории Республики Молдова с гетами связывают от 190 до 250 памятников. Судя по масштабам греческого импорта, важнейшие центры гетов в этот период располагались близ сёл Бутучень, Требужень и Сахарна (вокруг них сконцентрированы целые группы памятников), а также Ханска, Столничень, Большой Хыртоп, Алчедар, Матеуць, Хлижень, Рудь и другие В румынской Молдавии к этой же группе относятся памятники: Кэята (уезд Вранча), Федешть-Четэцуе, Бунешть и Рэдукэнень (уезд Васлуй), Мошна (уезд Яссы) и другие.

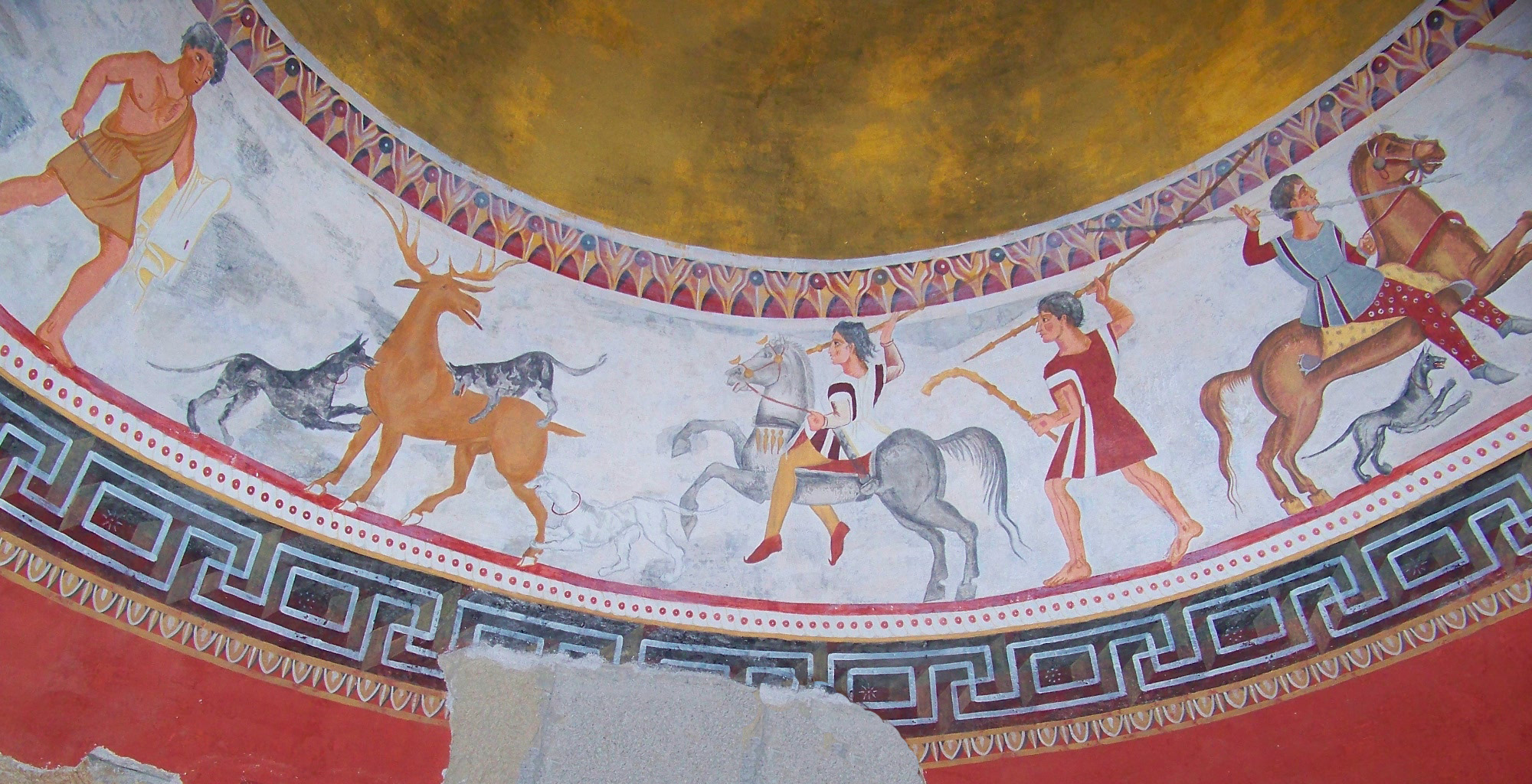
Александровская гробница в Болгарии. Сцены охоты (IV век до н. э.)

В IV веке до нашей эры на юго-западе от обитания гетов начинает возвышаться государство Македония, с которой был заключен союз. К этому времени на севере скифскому царю Атею удалось образовать на западных границах Великой Скифии в Северном Причерноморье большое государство. Разорвав временный союз с Македонией в середине IV века до нашей эры, Атей воюет с гетами под руководством неизвестного по имени «царя истрийского» и захватывает почти всю дельту Дуная. В 339 году до нашей эры в результате кровопролитного сражения между скифскими войсками и македонским войском Филиппа II царь Атей был убит, а его войска разбиты. Малая Скифия на небольшое время оказывается под властью Македонии.
В результате этих событий скифы были вытеснены из Буджака, перешедшего под контроль гетов. В 331 году до нашей эры они были привлечены в качестве вспомогательной силы для похода Зопириона против греческих городов Северного Причерноморья. Однако Зопирион был отражён нижнеднепровскими скифами, пришедшими на помощь жителям Ольвии, и погиб, не успев переправиться через Дунай. После этого победители-скифы обрушились на гетов. Практически на всех гетских поселениях между Днестром и Карпатами к этому времени относятся следы разрушений, после которых жизнь на них не возобновилась. На несколько десятков лет весь этот край запустел.

Впрочем, геты удержались в соседних районах нижнего Подунавья. Один из их царей, Дромихет, сумел в 293/292 годах до нашей эры разбить в «Гетской пустыне» (Буджаке) войско Лисимаха. Страбон сообщает об этом:
«Дромихет — царь гетов в эпоху преемников Александра — захватил живым Лисимаха, который выступил против него походом. Указав затем Лисимаху на бедность свою и своего племени и вместе с тем на их независимость, он посоветовал Лисимаху не воевать с такими племенами, но вступать с ними в дружеские отношения. После этих слов царь устроил пленнику радушный прием и, заключив с ним дружественное соглашение, освободил его».
Однако имеющихся письменных данных недостаточно для выводов о том, каковы были пределы царства Дромихета и где находился его центр. В любом случае, оно не могло охватывать только Буджак, так как гетские памятники в нём для этого времени крайне малочисленны. «Сравнительно небольшое гетское население степных районов Днестро-Дунайского междуречья едва ли могло составлять такую военную силу, которая способна была противостоять Лисимаху».
Весной 61 года до нашей эры Гай Антоний Гибрида, продолжая завоевательные походы римлян во Фракии, вторгся к гетам, но неожиданно натолкнулся на ожесточенное сопротивление. Близ города Истрия в Малой Скифии он был разбит объединенными войсками гетов, бастарнов и греков, а сам попал в плен. Это неожиданное поражение, а также внутренняя борьба в самом Риме, приостановили римское продвижение к Дунаю.
В середине I века до нашей эры владыкой всего Нижнего Подунавья стал Буребиста, которого источники называют то гетом, то даком. Его походы угрожали не только Фракии и городам западного побережья Понта, но даже границам римской провинции Македония. После захвата власти Цезарь планировал совершить поход против гетов, однако его убийство предотвратило войну. Впрочем, Буребиста был убит в том же году, и с этого момента термин «геты» окончательно становится анахронизмом для обозначения новых народов, занимавших бывшую гетскую территорию.